# Marcin Ujazdowski
Marcin Ujazdowski (zm. 1590) – polski duchowny i filozof, profesor Akademii Krakowskiej.
Opublikował Aristotelis de arte rhetorica libri III oraz In orationem Ciceronis post reditum in senatum commentarius (oba dzieła w 1577 roku). Inne przypisywane mu prace, Cosmographia Moscoviae et aliarum partium adiacontium oraz Commentaria in epistolam s. Pauli ad Romanos, znane są tylko z cytowań.